# Федорчук Ілля
Ілля Федорчук (*1845, Лисичники, Заліщицький повіт, Королівство Галичини та Володимирії, Австрійська імперія — †15 серпня 1927, Снятин, Станиславівське воєводство, Польща) — український педагог та громадський діяч ХІХ–ХХ століть у Галичині. Батько журналіста-публіциста Ярослава Федорчука.

## Життєпис
Походив з убогої селянської родини. Ази початкової грамоти освоїв під час проходження армійської служби. Після закінчення учительську семінарії в Станиславові розпочав педагогічну роботу в Снятині. У цьому покутському місті вчителював більше трьох десятків років. За свої високі педагогічні якості користувався пошаною в середовищі снятинського міщанства. 
Брав активну участь у громадській роботі. Тривалий час був у Снятині головою «Української Міщанської Читальні», директором каси «Прут», опікуном «Народної Торгівлі». До вибуху Першої світової війни займав посаду голови товариства «Шкільна Поміч», яке утримувало в місті бурсу для учнів, а також витрачав власні кошти задля повноцінного функціонування цього закладу. Був дописувачем крайових часописів на різноманітну актуальну тематику. 